# Аугуст фон Платен (награда)
Литературната награда „Аугуст фон Платен“ (на немски: August-Graf-von-Platen-Preis) е учредена през 2005 г. и се присъжда на всеки две години в памет на родения в Ансбах поет Аугуст граф фон Платен (1796-1835).
Авторите трябва да имат връзка с областта Франкония, „да са родени или да живеят там, или тя да присъства в творчеството им“.
Главната награда възлиза на 5000 €, а поощрителното отличие – на 1500 €.

## Носители на наградата
- 2005: Петер Хорст Нойман
- 2007: Ханс Волшлегер
- 2009: Герхард Фалкнер[1]
- 2011: Фитцджералд Куц
- 2013: Нора Гомрингер
- 2015: Гюнтер Гелтингер
- 2017: Наташа Водин für Sie kam aus Mariupol